# 눈둘레근

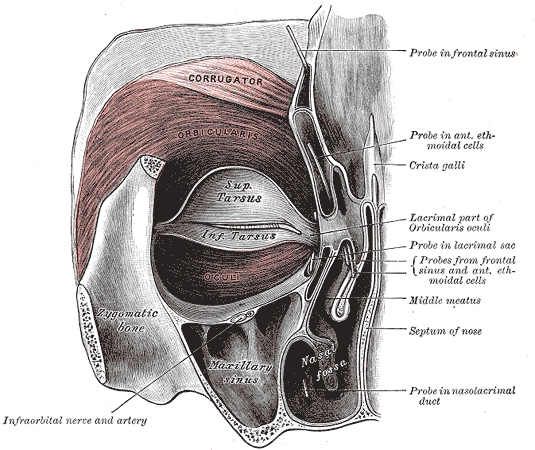

눈둘레근(Orbicularis oculi muscle) 또는 안륜근은 얼굴에 있는 근육으로 눈꺼풀을 닫는 역할을 한다. 이 근육은 "이마뼈의 코 부분"과 "눈물고랑(누구, lacrimal groove) 앞의 위턱뼈의 앞쪽 돌기"와 "짧은 섬유성 밴드인 안쪽눈꺼풀인대(medial palpebral ligament)의 앞쪽 표면과 가장자리"에 부착되어 있다.